# Cuerpo etérico

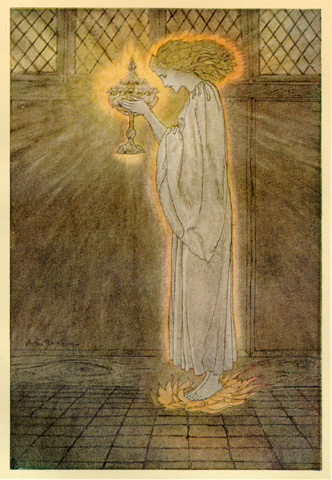
El Santo Grial, ilustración por Arthur Rackham, 1917. El Arte pre-Raphaelita, en este tiempo a menudo representaba el interés contemporáneo por el "cuerpo espiritual", "aura" o "cuerpo de luz".

El cuerpo etérico, un nombre dado por la neo-Teosofía a un cuerpo vital o cuerpo sutil, propuesto en filosofías esotéricas como la primera o más baja capa en el "campo de energía humano" o aura. Se dice que está en contacto inmediato con el cuerpo físico, para sostenerlo y conectar él con los cuerpos más "elevados".
El término  "etérico" en este contexto parece para derivarse de las escrituras Teosóficas de Madame Blavatsky, pero su uso fue formalizado por C.W. Leadbeater y Annie Besant debido a la eliminación de la terminología Hindú del sistema de siete planos y cuerpos. (Escuela de Teosofía Adyar).
El término ganó cierta popularidad general después de la guerra de 1914 a 1918, adoptándolo Walter John Kilner para un nivel de la "atmósfera humana" que, como afirmaba en un libro popular, podría hacerse visible al ojo desnudo mediante ciertos ejercicios.
El elemento clásico éter de la física de Platón y Aristotélica continuó en propuestas científicas victoriana de un éter lumínico así como la sustancia química afín éter. Según los  Theosophists y Alice Bailey el cuerpo etérico habita en el plano etérico qué corresponde a los cuatro planos más altos del plano físico. La referencia pretendida es por tanto a alguna materia extremadamente enrarecida, análoga en su uso a la palabra "espíritu" (originalmente "aliento"). Al seleccionarlo como el término para un concepto claramente definido en el sistema metafísico derivado de la India, los teósofos lo alinearon con ideas tales como el prana-maya-kosha (envoltura hecha de prana, aliento sutil o fuerza vital) del pensamiento Vedanta.
En el uso popular  es a menudo confundido con el concepto relacionado del cuerpo astral, como por ejemplo en el término proyección astral - los primeros teósofos lo habían llamado el "doble astral". Otros prefieren hablar del "bajo y alto astral".
Linga-sarira es un término sánscrito para el doble invisible del cuerpo humano, el cuerpo o doble etérico(o cuerpo astral según algunos conceptos Teosóficos). Es uno  de los siete principios del ser humano, según la filosofía Teosófica.
Rudolf Steiner, el fundador de la Antroposofía, a menudo se refiere referido al cuerpo etérico (Ätherleib o "Cuerpo de Vida") asociado con las fuerzas etéricas formativas y la evolución del hombre y el cosmos. Según él,  pueda ser percibido por una persona dotada de clarividencia como un ser de "color de melocotón en flor".
Steiner consideraba la realidad etérica o principio vital como bastante distinto de la realidad material física, siendo intermedio entre el mundo físico y el astral o mundo de alma. El cuerpo etérico puede ser caracterizado como la fuerza vital también presente en el reino de vegetal. Mantiene la forma del cuerpo físico hasta que muerte. En ese momento,  se separa del cuerpo físico y lo físico revierte a la desintegración natural.
Según los escritos Rosicruces de Max Heindel, el cuerpo etérico, compuesto de cuatro éteres, es llamado el "Cuerpo Vital" puesto que el éter es la vía de entrada para fuerza vital del Sol y el campo de agentes en la naturaleza que promueven actividades vitales tales como asimilación, crecimiento, y propagación. Es una contrapartida exacta de nuestro cuerpo físico, molécula a molécula, y órgano a órgano, pero con la polaridad opuesta. Es ligeramente mayor, extendiéndose aproximadamente una pulgada y media más allá de la superficie del cuerpo físico.
Samael Aun Weor enseña que el cuerpo vital es la parte tetra-dimensional del cuerpo físico y la base de vida orgánica. Afirma que en la segunda Iniciación de Fuego, la cual se alcanza mediante el trabajo con la magia sexual con un cónyuge, la Kundalini se incremesa en el cuerpo vital. Entonces, el iniciado aprende cómo para separar los dos éteres superiores de los otros, para que les sirvan como vehículo para viajar fuera del cuerpo físico.
En el Árbol de la Vida del Cábala, el cuerpo vital es a menudo relacionado con el Sefirot llamado Yesod.

## Seres que poseen sólo cuerpos etéricos
En las enseñanzas de la Teosofía, los  Devas (cuyo nombre proviene de los Devas hindúes), están considerados como un tipo entidad o energía viviente, ya sea en la atmósferas de los planetas del Sistema Solar (Ángeles Planetarios) o dentro del Sol (Ángeles Solares). Presumiblemente otros sistemas planetarios y estrellas tienen sus propios ángeles. Y (al igual que los espíritus en el animismo), ayudan a guiar el funcionamiento de los procesos de naturaleza tales como el proceso de evolución y el crecimiento de las plantas. Se dice que su aspecto es semejante a llamas coloreadas del tamaño aproximado de un ser humano. Se cree por los teósofos que los devas pueden ser observados cuándo el tercer ojo está activado.  Algunos (pero no la mayoría) de devas se encarnaron inicialmente como seres humanos.
Los teósofos creen que los espíritus de la naturaleza, (como elementales, gnomos, ondinas, sílfides, y salamandras), y otras entidades como las hadas también pueden ser observadas cuándo el tercer ojo está activado. Los teósofos sostienen que estos seres evolutivamente menos desarrollados nunca se han encarnado previamente como seres humanos;  están considerados como en una línea separada de evolución espiritual llamada “evolución deva”; finalmente, cuando sus almas avanzan según se van reencarnando, se piensa que se encarnarán en devas.
Los teósofos afirman que todos los seres mencionados anteriormente que poseen  cuerpos etéricos (pero no cuerpos físicos), que están compuesto de materia etérica, un tipo de materia sutil y más puro que está compuesto de partículas más pequeñas que la materia ordinaria del plano físico. (Véase el libro s por C.W. Leadbeater)

## Otras lecturas
- Kambhampati, Parvathi Kumar. The Etheric Body (First edición). Visakhapatnam: Dhanishta..
- Powell, Arthur E. El Etheric Doble
- Wilde, Stuart. El Sexto Sentido: Incluyendo los secretos del etheric cuerpo sutil. Inc. de Hay House Inc.